# Francisco de Lersundi y Hormaechea
Francisco de Lersundi y Hormaechea (28 tháng 1 năm 1817 tại Valencia, Tây Ban Nha – 17 tháng 11 năm 1874 tại Bayonne, Pháp) là nhà quý tộc và chính khách người Tây Ban Nha, từng giữ chức Thủ tướng Tây Ban Nha vào năm 1853 và đảm nhiệm nhiều chức vụ quan trọng khác như Toàn quyền Cuba từ năm 1866 đến năm 1869. Trong thời gian giữ chức Thủ tướng, ông cũng đồng thời là Bộ trưởng Bộ Chiến tranh.
Ông còn được bổ nhiệm làm thượng nghị sĩ trọn đời vào năm 1853.